# N'Gabacoro
N'Gabacoro is een gemeente (commune) in de regio Koulikoro in Mali. De gemeente telt 18.300 inwoners (2009).